# Президентские выборы в Германии (1932)
Президентские выборы в Германии (1932) (нем. Reichspräsidentenwahl) — третьи в истории Германии выборы сменяемого главы государства; вторые (и последние), проводившиеся путём всенародного голосования. Третьи президентские выборы, проводившиеся в условиях режима Веймарской конституции. Были назначены в связи с приближающимся истечением срока полномочий действовавшего главы государства, предполагали избрание нового президента на семилетний срок. В результате двух туров голосования (13 марта и 10 апреля 1932) был избран действующий глава государства — Пауль фон Гинденбург.

## Политический контекст выборов
Президент Гинденбург был избран на первый семилетний срок в результате Президентских выборов, состоявшихся в 1925. В соответствии с Конституцией, новое голосование должно было быть проведено в 1932. Приближение даты истечения полномочий президента сопровождалось политическими маневрами, целью которых являлась отмена выборов и продление срока полномочий Гинденбурга решением Рейхстага. К этому моменту Германия сильно пострадала от мирового экономического кризиса и внутриполитическая обстановка была серьезно дестабилизирована. Канцлер Генрих Брюнинг (представитель Партии центра) проводил консультации с представителями правых партий с целью формирования большинства в 2/3 депутатов парламента, которое могло принять соответствующее решение — Альфредом Гугенбергом (Немецкая национальная народная партия) и Адольфом Гитлером (Немецкая национал-социалистическая рабочая партия). Переговоры завершились провалом — Гугенберг и Гитлер выступили за проведение всенародных выборов.

## Выдвижение кандидатуры Гинденбурга
Президент медлил с объявлением о выдвижении своей кандидатуры на второй срок. Считалось, что победа Гинденбурга возможна только в случае его поддержки со стороны Социал-демократической партии и в любом случае была очевидна необходимость формирования вокруг него широкой коалиции.
1 февраля 1932 был образован избирательный «Комитет Гинденбурга», который возглавил обер-бургомистр Берлина Генрих Зам. Комитет опубликовал воззвание, в котором президент Гинденбург был объявлен «первым на войне, первым в мирное время, первым в сердцах сограждан»; человеком, способным встать благодаря своему авторитету над партийной борьбой и стать символом всенародного объединения. Документ был подписан видными общественными деятелями — драматургом Герхартом Гауптманом, художником Максом Либерманом, председателем националистической организации «Орден молодой Германии» Артуром Марауном, председателем Государственного союза германской промышленности Карлом Дуйсбергом, генеральным секретарем либерального профсоюзного объединения работников торговли Хирша-Дюнкера (Hirsch-Dunckersche Gewerkvereine) Эрнстом Леммером, бывшими министрами Рейхсвера Отто Гесслером и Густавом Носке. Кандидатуру Гинденбурга также поддержал воинский союз Киффхаузербунд (Kyffhäuserbund). В то же время, Брюнингу и Заму не удалось привлечь к работе в комитете представителей крупных землевладельцев и одну из крупнейших патриотических организаций — «Стальной шлем — союз солдат-фронтовиков». В переговорах с президентом Брюнинг уповал на его чувство долга и нежелание Гинденбурга видеть во главе Германии Гитлера, считавшегося сильным кандидатом.
После публикации воззвания, Гинденбург дал согласие на выдвижение своей кандидатуры. О его поддержке заявили Немецкая народная партия, Немецкая государственная партия, Партия центра и Баварская народная партия.
Главным лицом избирательной кампании стал Брюнинг, для которого была очевидна неспособность 84-летнего фельдмаршала самостоятельно принимать участие в агитационных мероприятиях. Свои предвыборные речи он заканчивал словами «Гинденбург должен победить, потому что Германия должна жить!» Сам президент лишь один раз обратился к избирателям — по радио. В своей речи он заявил о необходимости избежать потрясений, связанных с возможным приходом к власти политика крайних взглядов, апеллировал к «духу 1914 года», обещал «выстоять в служении немецкому народу», как он выстоял в войне.

## Позиция социал-демократов
Руководство Социал-демократической партии с самого начала кампании начало готовить своих избирателей к возможной поддержке Гинденбурга. Один из лидеров партии Эрнст Хайльман прямо заявил, что «главной опасностью для рабочего класса является фашизм, приход к власти президента-фашиста представляет реальную угрозу свободе». Хайльман считал, что при всех своих недостатках Гинденбург, в отличие от Гитлера, не пойдет на ликвидацию Веймарской конституции. Социал-демократы, говорил он «должны сделать все возможное, чтобы должность на Вильгельмштрассе (в резиденции главы государства) занимал политик, верный конституции. Именно это является целью, все остальное — второстепенно». Эта позиция не нашла единодушного отклика в партии. Представители левого крыла требовали выдвижения собственного кандидата как минимум в первом туре.
Брюнинг в социал-демократической среде считался врагом, неоднократно клеветавшим на партию. Тем не менее, несмотря на личное неприятие, руководство СДПГ приняло решение и в ходе кампании придерживалось линии на поддержку кандидатуры действующего президента. Партия выдвинула лозунг «Остановим Гитлера» и заявила, что каждый голос, который не отдан Гинденбургу, означает поддержку Гитлера (таким образом, открыто выступив против кандидата коммунистов Эрнста Тельмана). Отто Браун, который являлся кандидатом от СДПГ на выборах в 1925, выступил с личным обращением к избирателям, в котором заявил, что несмотря ни на что Гинденбург является «олицетворением спокойствия и постоянства, верности и самоотверженного исполнения долга перед народом».
Предвыборная кампания стала проверкой на работоспособность для дочерних организаций СДПГ — Железного фронта (Eiserne Front), Всеобщего объединения немецких профсоюзов (Allgemeiner Deutscher Gewerkschaftsbund), Рабочего гимнастического и спортивного союза (Arbeiter-Turn- und Sportbund). После того, как они вместе с партией приняли решение о поддержке Гинденбурга, дальнейшая дискуссия была свернута. СДПГ и Железный фронт организовали несколько массовых мероприятий для мобилизации избирателей.

## Выдвижение других кандидатов
В ходе подготовки к выборам произошел распад «Гарцбургского фронта», консервативной организации, находившейся в оппозиции к правительству Брюнинга. Входившие в его состав Немецкая национальная народная партия и «Стальной шлем» отказались поддержать национал-социалиста и выдвинули кандидатуру председателя «Шлема» Теодора Дюстерберга. В ходе кампании сторонники Гитлера выявили факт, что Дюстерберг по происхождению является на четверть евреем, что стало потрясением для Дюстерберга, известного антисемита.
Кандидатом от Немецкой национал-социалистической рабочей партии, как и ожидалось, стал Адольф Гитлер. Его кандидатура была выдвинута Йозефом Геббельсом в ходе специально организованного собрания в Берлинском дворце спорта. Формальное выдвижение столкнулось с трудностями, которые были связаны с тем фактом, что с 1925 Гитлер являлся лицом без гражданства. Для того, чтобы решить возникшую проблему, Правительство Республики Брауншвейг (которое контролировалось коалицией нацистов и Национальной народной партии) назначило его земельным чиновником, представителем при правительстве страны в Берлине. Это позволило Гитлеру автоматически получить гражданство и принять участие в выборах.
Коммунистическая партия Германии выдвинула своим кандидатом Эрнста Тельмана. Руководство КПГ и Коминтерн рассчитывали, что кандидат-коммунист сможет привлечь голоса не только ядерного электората, но и сторонников СДПГ, не согласных с поддержкой Гинденбурга. Коммунисты выдвинули лозунг «Тот, кто выбирает Гинденбурга — выбирает Гитлера; тот, кто выбирает Гитлера — выбирает войну». Компартия заручилась поддержкой Социалистической рабочей партии и Интернационалистического боевого союза. За Тельмана выступила также часть представителей левой интеллигенции, в том числе Карл фон Осецкий.

## Избирательная кампания
В первом туре выборов приняли участие пять кандидатов. Помимо уже упомянутых, в избирательный бюллетень был включен писатель Густав Адольф Винтер, который позиционировал себя как защитник прав граждан, пострадавших от инфляции. В ходе кампании впервые были опробованы новые формы агитации, в том числе разбрасывание рекламных материалов с воздуха и радиотрансляции с самолетов.
Голосование состоялось 13 марта 1932. Явка составила 86,2 % от общего числа избирателей. Для того, чтобы одержать победу в первом туре, было необходимо заручиться поддержкой абсолютного большинства участников голосования. Пауль фон Гинденбург почти достиг этого результата — за него проголосовали 49,5 % избирателей. Адольф Гитлер получил 30,2 % голосов, Тельман — 13,2 %, Дюстерберг — 6,8 %, Винтер — 0,3 %.
По сравнению с выборами в Рейхстаг, состоявшимися 14 сентября 1930, были выявлены существенные изменения в общественном мнении.
Партии, поддержавшие Гинденбурга, потеряли значительное число голосов. Если бы все их избиратели поддержали действующего президента, он должен был бы получить 61,3 %. В то же время, был зафиксирован прирост голосов в округах, традиционно поддерживавших СДПГ и Партию центра. Гинденбург получил абсолютное большинство голосов в южных регионах, Вестфалии, Рейнской провинции, Гамбурге, Везер-Эмсе, Гессен-Дармштадте, Дрезден-Бауцене, Лейпциге и Оппельне. По сравнению с выборами 1925 фельдмаршал потерял голоса в преимущественно сельских и протестантских округах.
Адольф Гитлер победил в Померании, Шлезвиг-Гольштейне и Хемниц-Цвиккау. По сравнению с парламентскими выборами, национал-социалисты получили 5 млн новых голосов. Изначально завышенные ожидания фашистских активистов привели к тому, что результат рассматривался как поражение, однако Гитлер выразил уверенность в общей победе и призвал своих сторонников усилить агитационную работу в преддверии второго тура.
Коммунистическая партия увеличила свой результат на 400 тыс. голосов, однако было зафиксировано уменьшение поддержки в крупнейших городах — Берлине и Гамбурге. Коммунисты приняли решение самостоятельно участвовать во втором туре выборов и в ходе агитации сосредоточились на критике СДПГ, которую они назвали «умеренным крылом и братом-близнецом гитлеровского фашизма».

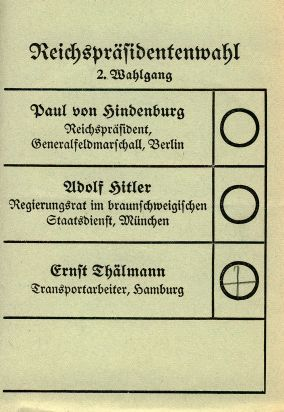
Избирательный бюллетень второго тура. Голос подан за кандидата от коммунистов

Избирательная кампания перед вторым туром выборов оказалась исключительно короткой и интенсивной. Чрезвычайным постановлением были запрещены все предвыборные мероприятия во время празднования Пасхи и фактически агитация проводилась лишь в период с 4 по 9 апреля.
В качестве кандидатов были выдвинуты Гинденбург, Гитлер и Тельман. «Стальной шлем» призвал своих сторонников не участвовать в голосовании; Национальная народная партия объявила о свободном голосовании. Земельный союз (крупнейшее отраслевое объединение торговли) объявило о поддержке Гитлера. Большинство других предпринимательских объединений воздержались от формулирования четкой позиции. Несколько крупных предпринимателей высказались в пользу Гинденбурга. Фриц Тиссен поддержал Гитлера.
Повторное голосование состоялось 10 апреля 1932. Явка составила 83,5 %. Победителем стал Пауль фон Гинденбург, набравший 53 % голосов. Второе место занял Адольф Гитлер (36,8 %), третье — Эрнст Тельман (10,2 %). По сравнению с первым туром победитель получил дополнительно 700 тыс. голосов, Гитлер — почти 2 млн. Тельман, напротив, потерял почти 1,3 млн избирателей. Высказывались мнения, что часть его сторонников проголосовала за Гитлера; наиболее очевидна миграция голосов оказалась в округе Хемниц-Цвиккау.

## Результаты
| Кандидат                    | Кандидат                    | Партия                           | Первый тур | Первый тур | Второй тур | Второй тур |
| Кандидат                    | Кандидат                    | Партия                           | Голосов    | %          | Голосов    | %          |
| --------------------------- | --------------------------- | -------------------------------- | ---------- | ---------- | ---------- | ---------- |
|                             | Пауль фон Гинденбург        | Независимый кандидат             | 18 651 497 | 49,54      | 19 359 983 | 53,05      |
|                             | Адольф Гитлер               | НСДАП                            | 11 339 446 | 30,12      | 13 418 547 | 36,77      |
|                             | Эрнст Тельман               | Коммунистическая партия Германии | 4 983 341  | 13,24      | 3 706 759  | 10,16      |
|                             | Теодор Дюстерберг           | Союз фронтовиков                 | 2 557 729  | 6,79       |            |            |
|                             | Густав Винтер               | Независимый кандидат             | 111 423    | 0,30       |            |            |
| Прочие кандидаты            | Прочие кандидаты            | Прочие кандидаты                 | 4881       | 0,01       | 5472       | 0,01       |
| Действительных бюллетеней   | Действительных бюллетеней   | Действительных бюллетеней        | 37 648 317 | 99,36      | 36 490 761 | 99,24      |
| Недействительных бюллетеней | Недействительных бюллетеней | Недействительных бюллетеней      | 242 134    | 0,64       | 281 026    | 0,76       |
| Всего бюллетеней            | Всего бюллетеней            | Всего бюллетеней                 | 37 890 451 | 100,00     | 36 771 787 | 100,00     |
| Явка избирателей            | Явка избирателей            | Явка избирателей                 | 43 949 681 | 86,21      | 44 063 958 | 83,45      |
| Источник:Gonschior          |                             |                                  |            |            |            |            |

## Судьба поста президента Германии
Президент Гинденбург умер до окончания срока полномочий (2 августа 1934), однако внеочередные выборы назначены не были. Вместо них был проведен Всегерманский референдум об объединении государственных постов президента и главы правительства. В результате позитивного исхода референдума объединенный пост главы государства и правительства занял действующий канцлер Адольф Гитлер, принявший наименование «Фюрер и Рейхсканцлер» (вождь и государственный канцлер, нем. Führer und Reichskanzler). Вновь посты глав государства и правительства были разделены после самоубийства Гитлера 30 апреля 1945. Главой государства, согласно завещанию Гитлера, стал гросс-адмирал Карл Дёниц. 23 мая 1945 Дёниц был арестован союзниками, в дальнейшем предстал перед Нюрнбергским трибуналом и был осужден к 10 годам тюремного заключения. Новые главы германских государств были избраны лишь после провозглашения Федеративной Республики Германии (Теодор Хойс, 1949) и Германской Демократической Республики (Вильгельм Пик, 1949). В 1990, после объединения Германии, первым президентом соединенного государства стал действующий президент ФРГ Рихард фон Вайцзеккер. Согласно действующей Конституции Германии, Президент избирается голосованием депутатов Бундестага.

## Источник
- Weimarer Republik 1918—1933 Архивная копия от 4 октября 2013 на Wayback Machine  (нем.)